# Agdistis manicata
Agdistis manicata is een vlinder uit de familie van de  vedermotten (Pterophoridae). De wetenschappelijke naam werd in 1859 gepubliceerd door Staudinger.
De soort komt voor in Europa.

## Synoniemen
- Agdistis gigas Turati, 1924
- Agdistis lutescens Turati, 1927
- Agdistis tunesiella Amsel, 1955